# Lennon & Maisy
Lennon & Maisy sind ein Geschwisterduo aus Kanada, das aus den beiden Schwestern Lennon Stella und Maisy Stella besteht. Durch ihre auf YouTube dargebotenen Lieder und ihre Darstellung in der Musik-Fernsehserie Nashville erlangten sie internationale Bekanntheit. 2014 landete sie mit dem Werbesong Love einen Hit in der Schweizer Hitparade.

## Geschichte
Lennon Stella und ihre gut vier Jahre jüngere Schwester Maisy stammen aus Oshawa in der Provinz Ontario. Ihre Eltern Brad und Marylynne Stella sind als Countryduo The Stellas bekannt. Die beiden Schwestern machten 2012 im Internet auf sich aufmerksam, als sie eine Coverversion von Call Your Girlfriend von Robyn bei der Videoplattform YouTube einstellten. In dem Video machen sie die Rhythmusgeräusche mithilfe von zwei Plastikdosen. Es wurde zu einem viralen Hit und sammelte viele Millionen Aufrufe (Stand September 2017 über 29 Millionen). 
Daraufhin wurden sie für die US-Fernsehserie Nashville gecastet und bekamen die Rolle der Kinder der Hauptdarsteller. Ab der zweiten Staffel wurden ihre Rollen noch einmal aufgewertet. Grund dafür war auch ihre Darbietung von Ho Hey von den Lumineers in Staffel 1, das in den US-Countrycharts auf Platz 32 kam. Mit dem Lied traten sie auch in der Grand Ole Opry auf.
Danach traten sie auch bei den CMA Awards, im Weißen Haus und bei der Hochzeit der Countrysängerin Kimberly Perry auf. Weitere Erfolge in den Countrycharts hatten sie mit A Life That’s Good (aus der zweiten Nashville-Staffel) und That’s What’s Up (im Original von Edward Sharpe and the Magnetic Zeros). Dazu waren sie auf den Soundtrack-Alben der Fernsehserie vertreten, die vielfach in den US-Albumcharts vertreten waren.
Anfang 2014 wurden Lennon & Maisy von der Schweizer Produktionsfirma HitMill für eine Werbekampagne der Handelskette Coop engagiert. Ein Jahr zuvor hatten die Sons of Nature in der vorhergehenden Kampagne mit dem Lied I Love einen Nummer-eins-Hit gehabt. Die beiden Schwestern nahmen das Lied als Love als einfach instrumentierten Harmoniegesang neu auf. Durch die Fernsehpräsenz des zugehörigen Werbespots kam das Lied in ihrer Version wieder bis auf Platz 2 der Schweizer Hitparade und hielt sich drei Wochen auf dieser Position.
Im Jahr darauf erschien ein Kinderbuch, das auf ihrem Lied In the Waves basiert. Mit ihrer Version von Boom Clap von Charli XCX hatten sie einen Twitter-Hit. Außerdem machten sie sich einen Namen als Modevorbilder, arbeiteten mit Modezeitschriften zusammen und traten bei der New York Fashion Week auf.

## Mitglieder
- Lennon Stella (* 13. August 1999)
  - Seit 2018 ist sie als Solokünstlerin aktiv
- Maisy Jude Stella (* 13. Dezember 2003)
  - 2017 nahm sie das Lied Riding Free für die gleichnamige Netflix-Serie auf, wozu auch ein Musikvideo gedreht wurde.
  - Zwischen 2017 und 2018 war sie als Synchronsprecherin in der Animationsserie Spirit: wild und frei zu hören.

## Diskografie
Alben
- Lennon and Maisy (Live YouTube Sessions) (2012, Eigenveröffentlichung)

Lieder
- Ho Hey (2013)
- A Life That’s Good (2013)
- Love (2014)
- That’s What’s Up (2014)
- Boom Clap (2015)